# Estación Achupallas
Achupallas es una estación ferroviaria ubicada en el partido de Alberti, provincia de Buenos Aires, Argentina.

## Ubicación
La estación se ubica a 3 km de la Ruta Provincial 51, donde se encuentra el pavimento más próximo, 15 km de la Ruta Nacional 15 y a 31 km de la ciudad de Chivilcoy. La ciudad de Alberti, cabecera del partido, se encuentra a unos 25 km. 
Actualmente en el edificio de la estación se encuentra en muy buen estado de conservación. Es usado como obrador de las obras de dragado del Río Salado.

## Servicios
Fue inaugurada en 1911 por la Compañía General de Ferrocarriles en la Provincia de Buenos Aires. No presta servicios desde marzo de 1993 debido a la desintegración de la empresa estatal Ferrocarriles Argentinos.